# Kurtziella
Kurtziella é um gênero de gastrópodes pertencente a família Mangeliidae. Antes de uma revisão genética em 2011, o gênero era classificado como integrante da família Conidae.

## Espécies
- Kurtziella acanthodes (Watson, 1881)[4]
- Kurtziella accinctus (Montagu, 1808)[5]
- Kurtziella antiochroa (Pilsbry & Lowe, 1932)[6]
- Kurtziella antipyrgus (Pilsbry & Lowe, 1932)[7]
- Kurtziella atrostyla (Tryon, 1884)[8]
- Kurtziella cerina (Kurtz & Stimpson, 1851)[9]
- Kurtziella corallina (Watson, 1881)[10]
- Kurtziella dorvilliae (Reeve, 1845)[11]
- Kurtziella limonitella (Dall, 1884)[12]
- Kurtziella hebe Dall, W.H., 1919
- Kurtziella margaritifera Fargo, 1953[13]
- Kurtziella newcombei (Dall, 1919)[14]
- Kurtziella perryae Bartsch & Rehder, 1939[15]
- Kurtziella plumbea (Hinds, 1843)[16]
- Kurtziella powelli Shasky, 1971[17]
- Kurtziella rhysa (Watson, 1881)[18]
- Kurtziella serga (Dall, 1881)[19]
- Kurtziella serta (Fargo, 1953)
- Kurtziella tachnodes (Dall, 1927)
- Kurtziella venezuelana Weisbord, 1962

Espécies extintas
- †Kurtziella limonitella margaritifera A.A. Olsson & A. Harbison, 1953
- †Kurtziella pagella W.P. Woodring, 1970
- †Kurtziella prionota J. Gardner, 1937
- †Kurtziella ramondi (C.J. Maury, 1910)
- †Kurtziella stenotella W.P. Woodring, 1970
- †Kurtziella stephanophora J. Gardner, 1937
- †Kurtziella thektapleura J. Gardner, 1937
- †Kurtziella websteri (C.J. Maury, 1910)

Espécies trazidas para a sinonímia
- Kurtziella (Rubellatoma) diomedea (Bartsch & Rehder, 1939): sinônimo de Rubellatoma diomedea Bartsch & Rehder, 1939
- Kurtziella alesidota Dall, W.H., 1919: sinônimo de Kurtziella plumbea (Hinds, 1843)
- Kurtziella beta (Dall, 1919):[20] sinônimo de Kurtzina beta (Dall, 1919)
- Kurtziella caribbeana Weisbord, N.E., 1962: sinônimo de Kurtziella dorvilliae (Reeve, 1845)
- Kurtziella cerinum (Kurtz & Stimpson, 1851):[21] sinônimo de Kurtziella cerina (Kurtz & Stimpson, 1851)
- Kurtziella citronella (Dall, 1886):[22] sinônimo de Cryoturris citronella (Dall, 1886)
- Kurtziella crebricostata (Carpenter, 1864): sinônimo de Mangelia crebricostata Carpenter, 1864
- Kurtziella cruzana G.W. Nowell-Usticke, 1969: sinônimo de Cryoturris citronella (W.H. Dall, 1886)
- Kurtziella cyrene (Dall, 1919): sinônimo de Kurtzina cyrene (Dall, 1919)
- Kurtziella diomedea (Bartsch & Rehder, 1939): sinônimo de Rubellatoma diomedea Bartsch & Rehder, 1939
- Kurtziella longa Usticke, 1969: sinônimo de Kurtziella dorvilliae (Reeve, 1845)
- Kurtziella quadrilineata (C. B. Adams, 1850): sinônimo de Cryoturris quadrilineata (C. B. Adams, 1850)
- Kurtziella quadrilineata longa (var.) Nowell-Usticke, G.W., 1969: sinônimo de Kurtziella dorvilliae (Reeve, 1845)
- Kurtziella rubella (Kurtz & Stimpson, 1851):[23] sinônimo de Rubellatoma rubella (Kurtz & Stimpson, 1851)
- Kurtziella vincula Nowell-Usticke, 1969:[24] sinônimo de Cryoturris vincula (Nowell-Usticke, 1969)